# Hypothyris amabilis
Hypothyris amabilis är en fjärilsart som beskrevs av Otto Staudinger 1885. Hypothyris amabilis ingår i släktet Hypothyris och familjen praktfjärilar. Inga underarter finns listade i Catalogue of Life.